# Joe Diffie
Joe Logan Diffie est un chanteur américain de musique country né le 28 décembre 1958 à Tulsa et mort le 29 mars 2020 à Nashville.